# Вестанфорс
Стадион «Вестанфорс» (швед. Västanfors IP) — спортивное сооружение в Фагерста, Швеция. Сооружение предназначено для проведения футбольных матчей, в летний и хоккейных в зимний, периоды. Арену для домашних игр использует команда по хоккею с мячом — Вестанфорс. Арена построена в 1935 году. Трибуны спортивного комплекса вмещают 5 934 зрителей.
Инфраструктура: искусственный лёд с 1973 года.
Адрес: Фагерста, Fogdvägen, 9.